# Natividad de la Virgen
La Natividad de la Virgen es una de las trece fiestas marianas del calendario romano general de la Iglesia católica. 
Se celebra el 8 de septiembre, nueve meses después de la dedicada a la Inmaculada Concepción de la Virgen que se celebra el 8 de diciembre.En muchos lugares se celebra en este día a nivel local distintas advocaciones de la Virgen.

## Origen e historia de la festividad
Esta fiesta, como la de la Asunción, tiene su origen en Jerusalén. Comenzó en el siglo V como la fiesta de la basílica «Sanctae Mariae ubi nata est», emplazada en el supuesto lugar donde nació María, actualmente la basílica de Santa Ana. La iglesia original se construyó sobre un lugar al lado de la piscina probática donde una tradición bizantina afirmaba que esta era la casa donde nació la Virgen. La fiesta de la  consagración de esta iglesia fue el 8 de septiembre. 
En el siglo VII, la fiesta se celebraba por los bizantinos y en Roma como la fiesta del nacimiento de la Bienaventurada Virgen María y celebrada desde el papado de Sergio I. En el 722 el papa Gregorio II instituyó la vigilia de la Natividad de nuestra Señora. En 1243 Inocencio IV instituyó la octava.
La Iglesia católica tan solo acepta la celebración del nacimiento de Cristo (25 de diciembre), de Juan Bautista (24 de junio) y de la Virgen María (8 de septiembre).

La fiesta también se celebra por los cristianos sirios el 8 de septiembre y por la mayoría de las comunidades anglicanas. Los cristianos coptos la celebran el 1 Bashans (esto es, el 9 de mayo).

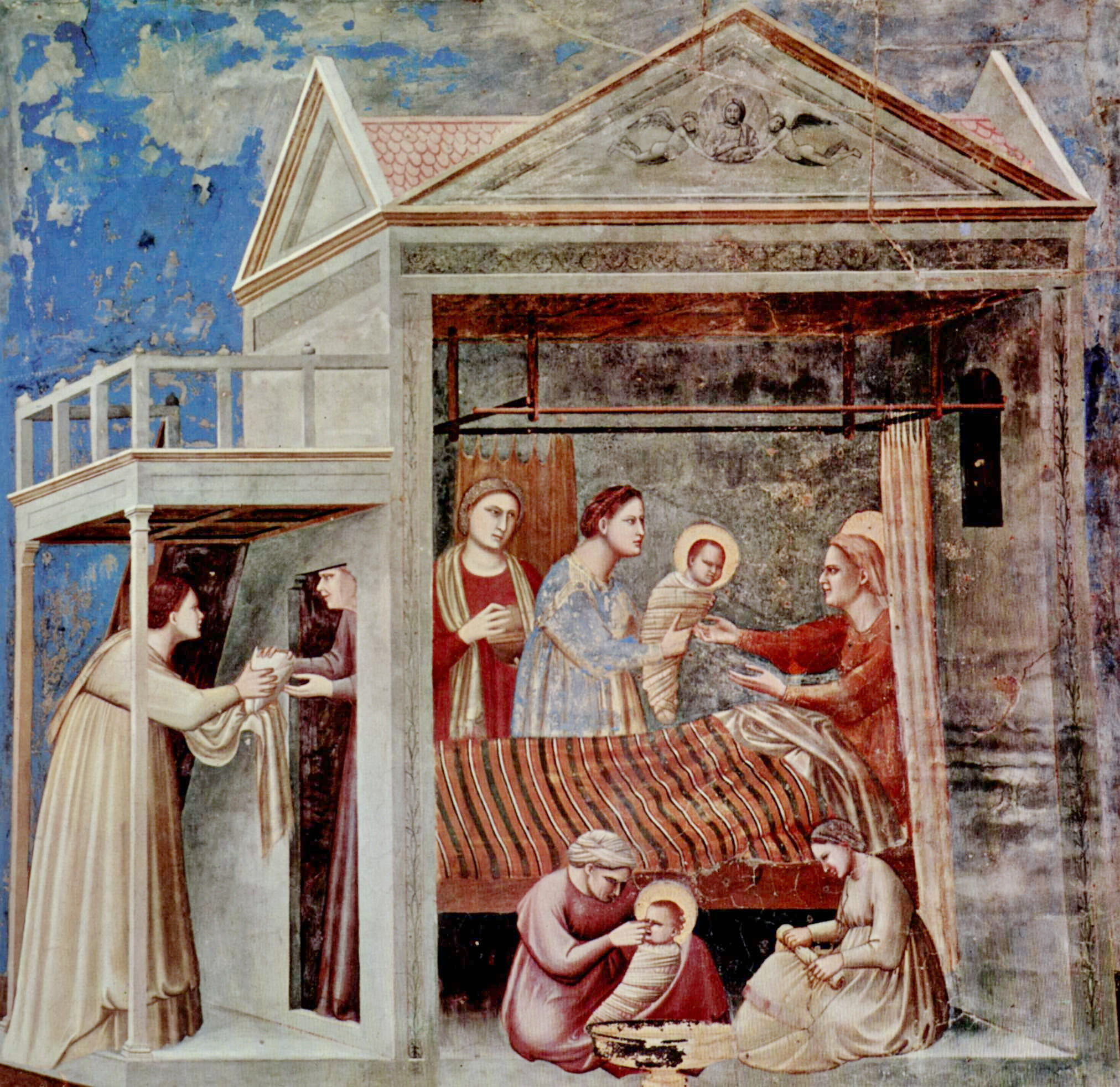
El nacimiento de María, obra de Giotto para la capilla de los Scrovegni, h. 1305. en el fresco destacan la presencia de los padres de María, santa Ana y san Joaquín, cuya fiesta es el 26 de julio

## Otros lugares posibles de la Natividad

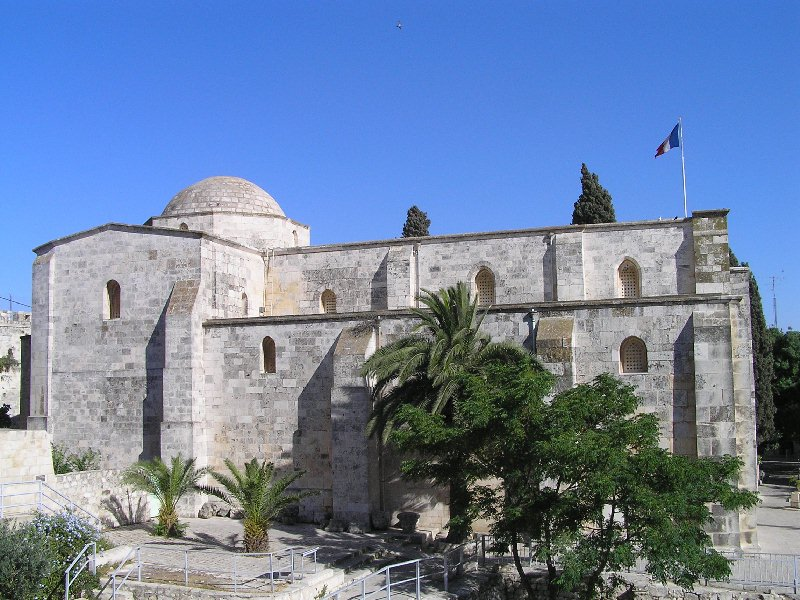
Iglesia de Santa Ana, Jerusalén

Otras tradiciones localizan el nacimiento de María en Nazaret, Belén  y Séforis.
El apócrifo del siglo IX Libro sobre la Natividad de María, atribuido falsamente a San Jerónimo afirma que María nació en Nazaret. Tesis también defendida por Epifanio el Monje
San Juan Crisóstomo y San Cirilo de Alejandría afirmaban que tanto la Virgen María como San José habían nacido en Belén.
Otra teoría afirma que nació en Séforis pues el emperador Constantino construyó una iglesia allí por ser el lugar donde vivían los padres de la Virgen.

## En el arte
La escena ha sido representada en el arte, tanto en las representaciones medievales tardías como en la historia de la pintura (con interesantes documentos gráficos de los interiores domésticos de las casas adineradas), de la que se pueden seleccionar aquí:
- El nacimiento de la Virgen de Ghirlandaio, en Santa Maria Novella, Florencia.
- EL nacimiento de la Virgen, de Murillo, en el Museo del Louvre.
- El Nacimiento de la Virgen, de Juan Pantoja de la Cruz, en el Museo del Prado.[11]
- El nacimiento de la Virgen de Giotto, en la Capilla de los Scrovegni, Padua.

## En la literatura
El poeta austriaco Rainer Maria Rilke escribió un conjunto de 15 poesías titulado La Vida de María, cuyo primer poema está dedicado al nacimiento de la virgen. Y Lope de Vega le dedicó unas cuartetas en su obra Pastores de Belén:

## Relato en los Evangelios apócrifos
El Nuevo Testamento no dice nada del lugar ni de la fecha del nacimiento de la Virgen María. Tampoco de quienes eran sus padres, ni de las circunstancias de su nacimiento. Las referencias más antiguas se encuentran en los evangelios apócrifos.
En el Protoevangelio de Santiago, escrito en el siglo II, los padres de María se llaman Joaquín y Ana. Ana era estéril. Joaquín afligido por el rechazo social al no tener descendencia, se retira al desierto donde ayuna 40 días. Ana reza a Dios lamentándose de su infertilidad. Un ángel se presenta ante ella y le dice que concebirá y dará a luz. Enseguida el ángel le comunica la noticia a Joaquín. Así el nacimiento de María se presenta como milagroso. Relatos análogos se encuentran en el Evangelio de la Natividad de María, en el pseudo-Mateo, y en el Evangelio armenio de la infancia.